# Opisthodactylus
Opisthodactylus es un género extinto de ñandú del Mioceno de Argentina. Se conocen tres especies: la especie tipo, Opisthodactylus patagonicus, Opisthodactylus horacioperezi, y Opisthodactylus kirchneri.